# Fränk Schleck
Pour les articles homonymes, voir Schleck.

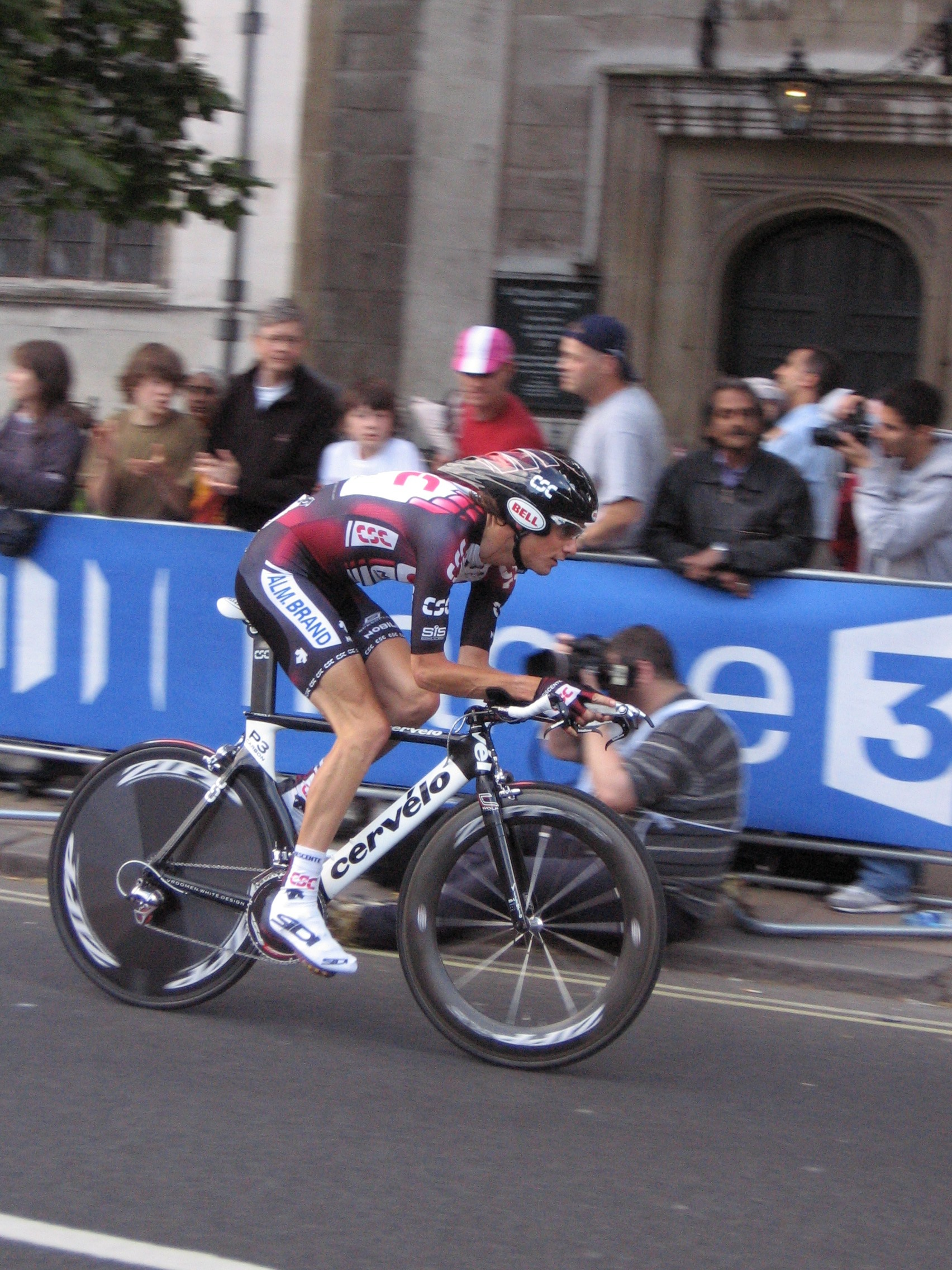
Lors du prologue du Tour de France 2007, à Londres.

Fränk Schleck est un coureur cycliste luxembourgeois, né le 15 avril 1980 à Luxembourg. Capable de briller lors des classiques et des courses par étapes, il a notamment remporté l'Amstel Gold Race 2006, le Tour de Suisse 2010 ainsi que cinq championnats du Luxembourg sur route professionnels.
En 2011, il devient membre de l'équipe Leopard-Trek créée par Brian Nygaard et Kim Andersen autour de lui et de son frère Andy qui devient, en 2012, RadioShack-Nissan, puis RadioShack-Leopard en 2013. Contrôlé positif à un diurétique sur le Tour de France 2012, la RadioShack-Leopard décide de ne pas le conserver en juillet 2013. Il est de nouveau membre de la formation Trek Factory Racing à partir de 2014 qui devient par la suite Trek-Segafredo jusqu'à sa retraite en 2016.
En 2019, Fränk Schleck lance Schleck X-Perience.

## Biographie

### Enfance et jeunesse
Fränk Schleck est le fils de Johny Schleck, ancien coureur cycliste professionnel et coéquipier de Jean-Marie Leblanc, Luis Ocaña et de Jan Janssen, qui compte sept participations au Tour de France de 1965 à 1973. Son frère Andy a également couru dans l'équipe Saxo Bank puis Leopard-Trek depuis 2011.
Il commence le cyclisme à l'ACC Contern de Marcel Gilles en 1992, comme Kim Kirchen. Il y reste jusqu'en 1995 et y obtient deux titres de champion du Luxembourg en catégorie débutants (1994 et 1995). L'année suivante, il rejoint le SAF Zéisseng avec lequel il glane trois nouveaux titres nationaux, en débutants (1996) puis en juniors (1997 et 1998). Il passe ensuite dans les rangs espoirs au sein du LC Tétange (1999) puis dans l'équipe De Nardi-Pasta Montegrappa (2000 et 2001), où il retrouve Kirchen. Il participe trois fois aux championnats du monde de la catégorie et se classe 71e à Vérone et 17e à Plouay. Il effectue la fin de la saison 2001 au sein de l'équipe Festina en tant que stagiaire. Faute de décrocher un contrat professionnel, il rejoint en 2002 l'UC Châteauroux-Fenioux. Il réalise un doublé aux championnats du Luxembourg espoirs, remportant la course en ligne, qu'il avait déjà gagnée en 2001, et le contre-la-montre.
Par l'intermédiaire de Marcel Gilles, président de l'ACC Contern, il entre en contact avec Bjarne Riis, vainqueur du Tour de France 1996 et ancien membre du club, qui le recrute dans son équipe, la CSC.

### Carrière professionnelle

#### 2006: Premiers succès notables
Il s'est révélé au grand public lors de sa victoire dans l'Amstel Gold Race 2006 où il s'est imposé en solitaire. Il est le premier Luxembourgeois à remporter cette course néerlandaise. Il s'est illustré la même année lors du Tour de France 2006, en remportant la quinzième étape à l'Alpe d'Huez en attaquant dans les 2 derniers kilomètres de l'étape, reléguant son compagnon d'échappée Damiano Cunego à 11 secondes. Il a également porté le maillot jaune durant deux journées en 2008, le cédant ensuite définitivement à son coéquipier Carlos Sastre, également dans l'Alpe d'Huez.

#### 2008: Affaire Puerto, perquisition
En septembre 2008, peu avant le Championnat du Monde de Varèse, le périodique allemand Süddeutsche Zeitung publie une information qui accuse Schleck d'avoir payé 7 000 euros au docteur Fuentes, dans le cadre de l'« affaire Puerto », dans laquelle le Luxembourgeois est impliqué sous le pseudonyme de Amigo de Birillo. 
Immédiatement après ces révélations publiques, Schleck fait l'objet d'une perquisition dans son hôtel, à la veille des Championnats du monde de Varèse, la police italienne ne trouve aucune substance suspecte dans l'hôtel où logeait la sélection du Luxembourg et il peut participer au championnat du monde. La semaine suivante, Schleck fait une déclaration devant l'Agence antidopage du Luxembourg, où il reconnaît la véracité du versement à Fuentes à titre de paiement pour une consultation, mais il se déclare innocent et dit ne pas connaître ni avoir recouru aux pratiques dopantes du gynécologue canarien. 
Finalement, le docteur Fuentes, poursuivi pour mise en danger de la vie d'autrui, l'existence d'un réseau de dopage sanguin étant avéré, sera condamné en 2013, mais Schleck n'est pas sanctionné car le virement bancaire n'est pas considéré comme une preuve de dopage.

#### 2009-2010: victoires en classiques puis au tour de Suisse

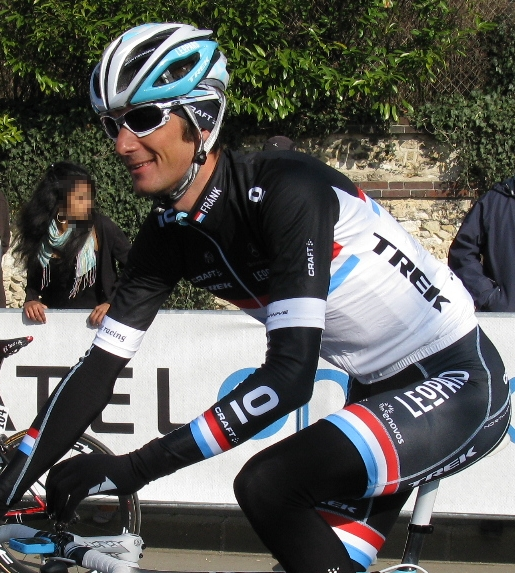
Fränk Schleck lors du Paris-Nice 2011

En 2009, Fränk Schleck s'impose sur la dernière étape du Tour de Californie en battant au sprint Vincenzo Nibali. En mars, il se classe deuxième de Paris-Nice, à une minute du vainqueur Luis León Sánchez. En juillet, il remporte la 17e étape du Tour de France au Grand-Bornand, devant Alberto Contador et Andy Schleck.
En 2010, il obtient des places d'honneur sur les classiques en terminant notamment septième de l'Amstel Gold Race puis huitième de Liège-Bastogne-Liège (après déclassement d'Alejandro Valverde). En juin, il remporte une étape du Tour de Luxembourg et finit deuxième du classement de son tour national. La semaine suivante, il participe au Tour de Suisse. Il y remporte tout d'abord la troisième étape. Pointant à la quatrième place du classement général à 38 secondes de Robert Gesink au départ du contre-la-montre final, il reprend du temps à ses devanciers et conserve suffisamment d'avance sur l'Américain Lance Armstrong pour remporter l'épreuve. Il devance ce dernier de 12 secondes et son coéquipier Jakob Fuglsang de 17 secondes. Il est le premier Luxembourgeois à remporter cette course. Faisant partie des favoris du Tour de France au même titre que son frère, il doit cependant abandonner la grande boucle dès la 3e étape à la suite d'une chute dans un secteur pavé où il se fracture une clavicule. Il participe enfin au Tour d'Espagne 2010, où il termine cinquième. Il termine seizième du classement mondial UCI pour la saison 2010.

#### 2011: blessure
En juin 2011, il conserve son titre de champion du Luxembourg sur route lorsque son frère Andy Schleck s'efface pour lui laisser la victoire.
En juillet, il monte pour la première fois sur le podium du Tour de France derrière Cadel Evans et son frère Andy. Sélectionné pour les championnats du monde sur route, il chute et doit abandonner. Cette chute provoque la fin de sa saison.

#### 2012: Dopage, suspension d'un an et licenciement
Lors du Tour de France 2012, selon l'UCI il est contrôlé positif à un diurétique (la xipamide) après l'étape du 14 juillet, ce qui sera confirmé par l'analyse de l'échantillon B. Il décide alors de lui-même de se retirer de la compétition. En janvier 2013, la fédération luxembourgeoise décide de le suspendre pour un an à compter du 14 juillet 2012. Il ne pourra donc pas prendre part au Tour de France 2013. Le 4 juillet, l'équipe Radioshack annonce qu'il ne sera pas conservé.

#### 2014: retour après sa suspension pour dopage
Il reprend la saison 2014 en Australie au Tour Down Under où il se classe 31e du classement général. Il dispute ensuite le Tour d'Oman, conclu par une 19e place au classement général.
Sa rentrée en Europe se fait sur Paris-Nice. Il perd toute chance au classement général lors de la première étape où il est pris dans les bordures et concède plus d'une minute. Il se montre néanmoins à son aise sur la fin de semaine et lors de la dernière étape. Échappé avec un autre coureur à 25 km de l'arrivée, ils se font rattraper au dernier kilomètre. Néanmoins, il relance une offensive mais se fait battre sur la ligne. Il prend la sixième place de cette étape et termine 34e du classement général. Il participe ensuite avec son frère Andy Schleck au Critérium international. Lors de la dernière étape, il finit quatrième et s'attribue la sixième place au classement général.
Il est aligné par son équipe au Tour du Pays basque avec son frère Andy. Il tombe malade au cours de la semaine et ne prend pas le départ du contre-la-montre final. Il aborde l'Amstel Gold Race en leader de son équipe mais ne peut suivre lors de l'accélération de Philippe Gilbert. Il termine 24e. Malchanceux lors de la Flèche wallonne, il est pris dans une chute à un kilomètre de l'arrivée et perd toute chance de victoire alors qu'il se trouvait dans le groupe de tête. Dans Liège-Bastogne-Liège, il vise une place parmi les dix premiers, mais après un gros travail dans les 5 derniers kilomètres, il n'arrive pas à suivre les favoris dans la dernière montée vers Ans. Il finit 19e, à 12 secondes du vainqueur Simon Gerrans. Le 30 mai, il reprend la course sur le critérium de Calais, où il prend la seconde place derrière John Gadret. Il est au départ du Tour de Luxembourg qu'il a remporté en 2009. Il est à plusieurs reprises à l'attaque, notamment lors de l'étape reine. Il termine à l'issue de la course à la neuvième place du classement général final. Il prend ensuite le départ du Tour de Suisse qu'il a remporté en 2010. Malheureusement pour lui, il est contraint à l'abandon après deux jours de course à la suite d'une chute survenue lors de la première étape en ligne. Il revient en forme pour son Championnat national où il est protégé tout comme son frère Andy. Grâce à un bon travail d'équipe, il s'impose devant Ben Gastauer et Andy Schleck.
Durant le Tour de France 2014, il est le leader de son équipe tout comme Haimar Zubeldia. Lors de la première semaine, il perd beaucoup de temps surtout dans la 5e étape des pavés. Les premières étapes de montagne arrivent, ne plaçant aucune attaque il arrive cependant à en suivre de nombreuses d'entre elles. Se retrouvant dans le groupe maillot jaune d'une dizaine de coureurs à chaque étape des Alpes, et terminant respectivement 10e et 7e de ces étapes, il a montré qu'il était capable de suivre les tout meilleurs. Avec les défaillances de Richie Porte et de nombreux autres coureurs, il arrive à se hisser à la 14e place du général. Lors de la 17e étape arrivant au Plat d'Adet, il se glisse dans une échappée de 21 coureurs avec notamment le maillot à pois Rafał Majka et Bauke Mollema le dixième du général. Dans la montée finale, il ne peut suivre l'accélération du meilleur grimpeur mais s'accroche et termine 7e de l'étape. Dans la dernière étape de montagne, il lâche du groupe de tête après quelques kilomètres de la montée d'Hautacam. Il finit cette étape avec Mollema, qui finira 10e à Paris et Kangert équipier de Nibali. Dans la 20e étape, un contre-la-montre, il termine 65e et préserve sa 12e place au général. Il achève donc son premier Tour de France après son retour de suspension à la 12e place.
Durant le Critérium de Lisieux 2014, il finit à la 3e place du classement général. Il s'aligne en septembre sur le Grand Prix de Wallonie, où il est échappé avec Jelle Vanendert, Jan Bakelants, Greg Van Avermaet, futur vainqueur de la course. Il termine huitième.
Schleck chute au cours de la Flèche wallonne 2016 et abandonne, atteint d'une fracture à la clavicule droite. En août 2016, il annonce qu'il quitte les pelotons professionnels et arrête sa carrière de coureur à la fin de la saison.

## Palmarès, résultats, classements et distinctions

### Palmarès amateur
| - 1995 - Champion du Luxembourg sur route débutants - 1996 - Champion du Luxembourg sur route débutants - 2e du championnat du Luxembourg de cyclo-cross débutants - 1997 - Champion du Luxembourg sur route juniors - 1998 - Champion du Luxembourg sur route juniors - 2e du championnat du Luxembourg de cyclo-cross juniors - 2000 - 3e du championnat du Luxembourg sur route - 3e du championnat du Luxembourg du contre-la-montre - 9e du championnat d'Europe sur route espoirs | - 2001 - Champion du Luxembourg sur route espoirs - Médaillé d'or de la course en ligne aux Jeux des petits États d'Europe - 2e du championnat du Luxembourg du contre-la-montre espoirs - 2002 - Champion du Luxembourg sur route espoirs - Champion du Luxembourg du contre-la-montre espoirs - 5e étape du Tour de Hesse - 3e du Circuit du Mené - 3e de Paris-Auxerre |  |

### Palmarès professionnel
| - 2004 - 2e du championnat du Luxembourg sur route - 9e de Paris-Nice - 10e du championnat du monde sur route - 2005 - Champion du Luxembourg sur route - 4e étape du Tour méditerranéen (contre-la-montre par équipes) - 2e du Tour méditerranéen - 2e du Championnat de Zurich - 2e du Tour d'Émilie - 3e de Tour de Lombardie - 4e du Tour de Suisse - 7e de Paris-Nice - 2006 - Amstel Gold Race - 15e étape du Tour de France - 2e du championnat du Luxembourg sur route - 2e du Luk Challenge (avec Fabian Cancellara) - 3e du Drei-Länder-Tour - 4e de la Flèche wallonne - 5e de Paris-Nice - 6e du Tour de Suisse - 7e de Liège-Bastogne-Liège - 7e du Tour de Lombardie - 10e du Tour de France - 2007 - 3e étape du Tour de Suisse - Tour d'Émilie - 2e de la Coppa Sabatini - 3e de Liège-Bastogne-Liège - 3e du Tour de la Communauté valencienne - 4e du championnat du monde sur route - 7e de la Flèche wallonne - 7e du Tour de Suisse - 7e du Tour de Pologne - 8e de Paris-Nice - 8e du Tour du Pays basque - 10e de l'Amstel Gold Race - 2008 - Champion du Luxembourg sur route - 1re étape du Tour de Pologne (contre-la-montre par équipes) - 2e de l'Amstel Gold Race - 3e de Liège-Bastogne-Liège - 3e du Tour de Luxembourg - 5e du Tour de France - 10e du Tour du Pays basque | - 2009 - 8e étape du Tour de Californie - Tour de Luxembourg : - Classement général - 3e étape - 17e étape du Tour de France - 2e de Paris-Nice - 3e du championnat du Luxembourg sur route - 5e du Tour de France - 2010 - Champion du Luxembourg sur route - 2e étape du Tour de Luxembourg - Tour de Suisse : - Classement général - 3e étape - 2e du championnat du Luxembourg du contre-la-montre - 2e du Tour de Luxembourg - 3e de la Klasika Primavera - 4e du Tour d'Espagne, - 7e de l'Amstel Gold Race - 8e de Liège-Bastogne-Liège - 2011 - Champion du Luxembourg sur route - Critérium international : - Classement général - 1re étape - 2e de Liège-Bastogne-Liège - 3e du Tour de France - 5e de la Classique de Saint-Sébastien - 7e de la Flèche wallonne - 7e du Tour de Suisse - 2012 - 2e du Tour de Suisse - 3e du championnat du Luxembourg sur route - 3e du Tour de Luxembourg - 2014 - Champion du Luxembourg sur route - 2015 - 16e étape du Tour d'Espagne - 2016 - 3e du championnat du Luxembourg sur route |  |

### Résultats sur les grands tours

#### Tour de France
9 participations
- 2006 : 10e, vainqueur de la 15e étape
- 2007 : 17e
- 2008 : 5e,  maillot jaune durant deux jours
- 2009 : 4e, vainqueur de la 17e étape
- 2010 : abandon (3e étape)
- 2011 : 3e
- 2012 : non-partant (16e étape)
- 2014 : 12e
- 2016 : 34e

#### Tour d'Italie
2 participations
- 2005 : 42e
- 2012 : abandon (15e étape)

#### Tour d'Espagne
5 participations
- 2003 : hors délais (8e étape)
- 2004 : 46e
- 2009 : non-partant (11e étape)
- 2010 : 4e[n 1],[25]
- 2015 : 24e, vainqueur de la 16e étape

### Classiques et championnats du monde
Le tableau ci-dessous présente les résultats de Fränck Schleck sur les classiques auxquelles il a participé et sur les championnats du monde.
| Année | Milan-San Remo | Amstel Gold Race | Flèche wallonne | Liège- Bastogne-Liège | Classique de Saint-Sébastien | Championnat de Zurich | Tour de Lombardie | Championnats du monde |
| ----- | -------------- | ---------------- | --------------- | --------------------- | ---------------------------- | --------------------- | ----------------- | --------------------- |
| 2003  | -              | 100e             | -               | -                     | -                            | -                     | 17e               | -                     |
| 2004  | -              | 66e              | 95e             | 77e                   | 34e                          | -                     | -                 | 10e                   |
| 2005  | 31e            | 97e              | 28e             | 63e                   | -                            | 2e                    | 3e                | -                     |
| 2006  | 20e            | Vainqueur        | 4e              | 7e                    | 21e                          | 24e                   | 7e                | 29e                   |
| 2007  | 29e            | 10e              | 7e              | 3e                    | 26e                          | -                     | 13e               | 4e                    |
| 2008  | 52e            | 2e               | 78e             | 3e                    | -                            | -                     | -                 | 41e                   |
| 2009  | -              | Abandon          | -               | 23e                   | -                            | -                     | -                 | -                     |
| 2010  | -              | 7e               | 41e             | 8e                    | -                            | -                     | -                 | 16e                   |
| 2011  | -              | 22e              | 7e              | 2e                    | 5e                           |                       |                   |                       |
| 2012  | -              | 12e              | 20e             | 23e                   |                              |                       |                   |                       |
| 2014  | -              | 24e              | 56e             | 19e                   | abandon                      |                       |                   |                       |

### Classements mondiaux
Jusqu'en 2004, le classement UCI concerne tous les coureurs ayant obtenu des points lors de courses du calendrier international de l'Union cycliste internationale (324 courses en 2004). En 2005, l'UCI ProTour et les circuits continentaux sont créés, ayant chacun leur classement. De 2005 à 2008, le classement de l'UCI ProTour classe les coureurs membres d'équipes ProTour en fonction des points qu'ils ont obtenu lors des courses du calendrier UCI ProTour, soit 28 courses en 2005, 27 en 2006, 26 en 2007. En 2008, le calendrier du ProTour est réduit à 15 courses en raison du conflit entre l'UCI et les organisateurs de plusieurs courses majeures. Les trois grands tours, Paris-Roubaix, la Flèche wallonne, Liège-Bastogne-Liège, le Tour de Lombardie, Tirreno-Adriatico et Paris-Nice ne sont donc pas pris en compte dans le classement ProTour 2008. En 2009 et 2010, un « classement mondial UCI » remplace le classement ProTour. Il prend en compte les points inscrits lors des courses ProTour et des courses qui n'en font plus partie, regroupées dans un « calendrier historique », soit au total 24 courses en 2009 et 26 en 2010. Ce nouveau classement prend en compte les coureurs des équipes continentales professionnelles. En 2011, l'UCI ProTour devient l'UCI World Tour et reprend dans son calendrier les courses qui l'avaient quitté en 2008. Il comprend 27 courses en 2011.
Fränk Schleck apparaît pour la première fois au classement UCI en 2003. Il obtient son meilleur classement en 2006 : 3e.
| Année                  | 2003 | 2004 | 2005 | 2006 | 2007 | 2008 | 2009 | 2010 | 2011 | 2012 | 2013 | 2014 | 2015 |
| ---------------------- | ---- | ---- | ---- | ---- | ---- | ---- | ---- | ---- | ---- | ---- | ---- | ---- | ---- |
| Classement UCI         | 343e | 105e |      |      |      |      |      |      |      |      |      |      |      |
| Classement ProTour     |      |      | 13e  | 3e   | 16e  | 38e  |      |      |      |      |      |      |      |
| Calendrier mondial UCI |      |      |      |      |      |      | 19e  | 16e  |      |      |      |      |      |
| UCI World Tour         |      |      |      |      |      |      |      |      | 10e  | 58e  | nc   | 100e | 129e |

### Distinctions
Fränk Schleck a été élu sportif luxembourgeois de l'année en 2006.